# Orgosolo
Orgosolo település Olaszországban, Szardínia régióban, Nuoro megyében. Lakosainak száma 3930 fő (2023. január 1.). Orgosolo Dorgali, Mamoiada, Oliena, Urzulei, Nuoro, Fonni, Talana és Villagrande Strisaili községekkel határos.

## Népesség
A település lakossága az elmúlt években az alábbi módon változott:
| Lakosok száma | 4206 | 4176 | 3930 |
|               | 2017 | 2018 | 2023 |